# 感应加热

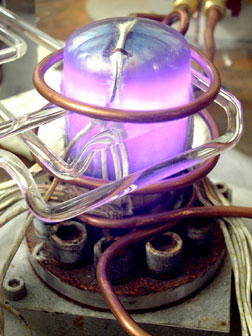
斯特林放射性同位素发电机的零件在測試時用電感加熱

感应加热是一種利用電磁感應來加熱電導體（一般是金屬）的方式，會在金屬中產生渦電流，因電阻而讓金屬加熱。感应加热器包括會通過高頻交流電的電磁鐵，其中，若物體有較大的磁导率，也可能會因為磁滯現象的損失而產生熱。使用的交流頻率依欲加熱物品的尺寸金屬種類，加熱線圈和欲加熱物品的耦合程度以及滲透深度來決定。
許多加熱的方式是在金屬外部加熱，透過熱傳導方式傳導到金屬中，但感應加热不同，其熱源在金屬內部。金屬可以迅速的加熱。而且感应加热也不需要接觸熱源，適用於一些需考慮污染的場合。感應加熱常用在許多工業製程中，例如冶金学中的熱處理，半导体製程中的柴可拉斯基法及區域熔煉，也可以用在要很高溫才能熔化的難熔金屬。若是食物的包裝或是容器可以感应加热，也可以用此方式加熱食物，這即為電磁爐的原理。

## 應用

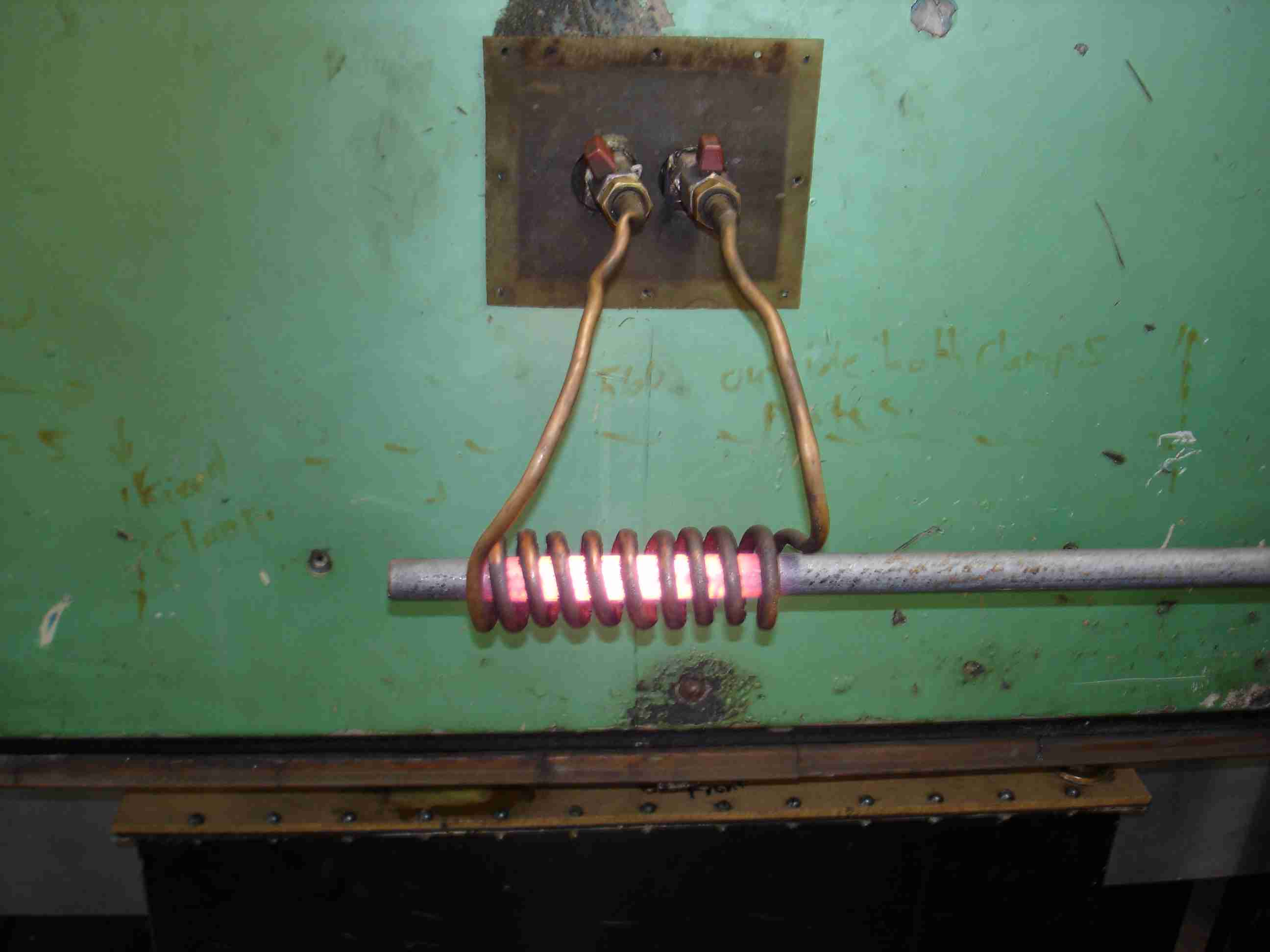
用感應加熱加熱一個25 mm的金屬棒，頻率450 kHz，功率 15 kW

感应加热可以針對工件加熱特定部份，可以應用在表面硬化、熔化、硬焊、軟釺焊，以及加熱物件來和其他物件配合。鐵和鋼因為其鐵磁性的特性，對感应加热有最佳的反應，不過任何金屬都會因為感应加热產生渦電流，而磁性材料則會產生磁滯現象。感应加热已被用來加熱液態的導體（例如熔融的金屬）及電漿的導體（例如感應電漿技術）。感应加热也可以用來加熱石墨坩堝（其中放置其他材料），廣泛的在半導體產業中加熱矽或是其他半導體材料。電網頻率 (50/60 Hz) 感应加热不需要逆變器產生其他頻率的交流電，常用在許多低成本的工業應用中。

### 感應電爐
感應電爐用感應的方式來熔化金屬。在熔化後，高頻的磁場也可以攪動金屬，若是製作合金時可以確保加入的金屬和原金屬充份混合。大部份的感應電爐包括一個水冷的銅環，外層包著一層耐熱材料。感應電爐比反射爐及高爐要環保，在熔化金屬時，已經取代這二種生產方式，成為現代工廠常用的清潔生產方式。可加熱金屬的量從一公斤到數百公噸不等。在運行時，感應電爐多半會有高頻率的嗡嗡聲，依其工作頻率而變。可以處理的金屬包括鐵及鋼、銅、鋁及貴金屬。因為感應電爐是清潔的非接觸製程，可以用在真空或是在惰性氣體的環境中。有些特殊的鋼或是合金在空氣中加熱會氧化，這類合金或鋼就可以用真空電爐來生產。

### 感應電焊
感應電焊是和感應電爐類似，但規模較小的加工方法。若塑膠中加入了鐵磁性的顆粒（材料中磁滯的特性在感應時生熱）或金屬顆粒，也可以用感應電焊來加熱粘接。
管件的縫隙也可以用此方式焊接。在縫隙附近引入的電流加熱材料，最後產生可以焊接的高溫。此時縫隙兩側的材料會受力互相接近，焊接縫隙。電流也可以用電刷傳導到管件中，但結果是一樣的，縫隙附件的材料加熱而焊接。

### 電磁爐
在電磁爐中，感應線圈加熱鍋具中鐵製底部，若是用銅、鋁或其他非鐵材料的鍋具，能量轉換效率不夠，不適合配合電磁爐使用。電磁爐加熱時，鍋具底部的熱會由熱傳導方式傳導到食物中。電磁爐的好處有效率、安全性及速度。電磁爐有固定式的，也有移動式的。

### 感應硬焊
感應硬焊一般會用在高產量的生產製程中，可以產生一致性的結果，而且有高度可重覆性。

### 感應密封
感應密封用在食品及製藥業中，在瓶子或罐子的開口處放了一片鋁箔，用感應的方式加熱，使其和容器密合。這就形成一個防止更改內容物的密封，因為更改內容物需要破壞鋁箔。

### 加熱配合
感應加熱也可以用在組裝時，將某一零件加熱，以便和其他零件組合（感應加熱配合）。軸承一般是用此方式，以電網頻率 (50/60 Hz) 加熱，感應時有一個材料為叠层钢的变压器型芯穿过轴承中心。

### 熱處理
感應加熱常用在金屬件的熱處理，最見的應用是鋼件的感應硬化，為了結合金屬件所做的硬焊及軟釺焊，以及鋼件中要軟化部位的退火。
感應加熱可以產生高的功率密度，可以在短的接觸時間內達到要求的溫度，可以調整磁場來精準調整要加熱的部份，減少熱變形及損壞。
上述的熱處理可以用來作局部硬化，產生有不同性質的零件。常見的硬化應用是產生一塊局部硬化耐蝕的區域，但又可以保持其他部份的韌性。可以調整感應頻率、功率密度及接觸時間來調整感應硬化的深度。
此製程在靈活性上有受限，因此在一些應用中需要製作特別的電感器，一般都很貴，而且需要在小的銅線電感中產生大的電流密度，需要特殊的工程技術及copper-fitting。

### 塑膠加工
感應加熱用在塑膠的射出機中，感應加熱提高射出及擠出製程的能源效率。熱直接在機器內部產生，減少暖機時間以及能量消耗。感應線圈可以放在隔熱層的外部，因此可以在較低溫下工作，延長壽命。工作頻率一般由30 kHz到5 kHz之間，若機器越薄，工作頻率越低。感應加熱也可以用在模具中，提供更平均的模具溫度，產品的品質也可以提高。

## 細節
感应加热用的電源一般是低電壓大電流的交流電。要加熱的工件放在由交流電驅動的電磁線圈中，一般會配合電容器，設置為LC电路以產生虛功率，交流磁場產生了工件中的渦電流。
| 頻率(kHz) | 工件形式                 |
| --------- | ------------------------ |
| 5–30      | 薄工件                   |
| 100–400   | 小的工件或是穿透深度較浅 |
| 480       | 微工件                   |

磁性材料因為其磁滞现象，會加強其加熱的效果。高相對磁导率（100–500）的材料也比較容易加熱，磁滯發生在居里溫度以下，此時材料仍維持原有的磁性質。工件在低於居里溫度時的高磁导率相當的有用。溫度差、比熱及質量都會影響工件的加熱。
感應加熱的能量轉換會受到線圈及工件之間距離的影響。能量的損耗包括有工作到夾具之間的熱傳導、熱對流及熱輻射。
感應線圈一般是用銅管製成，而且是用水冷冷卻，直徑、形式及繞線圈數影響效率及磁場造型。